# Signalisation SNCV pour voie unique
La signalisation SNCV pour voie unique est un système de signalisation lumineuse d'occupation développé par la Société nationale des chemins de fer vicinaux pour équiper les voies uniques de son réseau.

## Contexte
La Société nationale des chemins de fer vicinaux a établi dès l'origine ses lignes comme des tramways exploitées selon le principe de la conduite à vue, ses lignes n'ont jamais été équipées de systèmes de cantonnement ferroviaire (block-système) à l'exception des voies du métro léger de Charleroi en site séparé et site propre intégral mis en service à partir de 1976.
Au tout début de son existence, la faible fréquence des lignes permet d'organiser les croisements selon les ordres de marche, par la suite la SNCV va utiliser le système du baton pilote qui ne permet qu'au véhicule qui a récupéré le baton en extrémité de la voie unique de circuler sur cette dernière. Cependant face à l'augmentation des circulations et profitant de l'électrification de son réseau, la SNCV développe un système de signalisation lumineuse pour équiper ces voies uniques.

## Fonctionnement
Le système de signalisation lumineuse fonctionne selon le principe d'une signalisation d'occupation, il n'est pas relié à un dispositif d'arrêt automatique du train comme c'est le cas avec un système de cantonnement ferroviaire classique (également utilisé sur les réseaux de métro et métro léger).

### Composition des signaux
1. Contacteur d'entrée

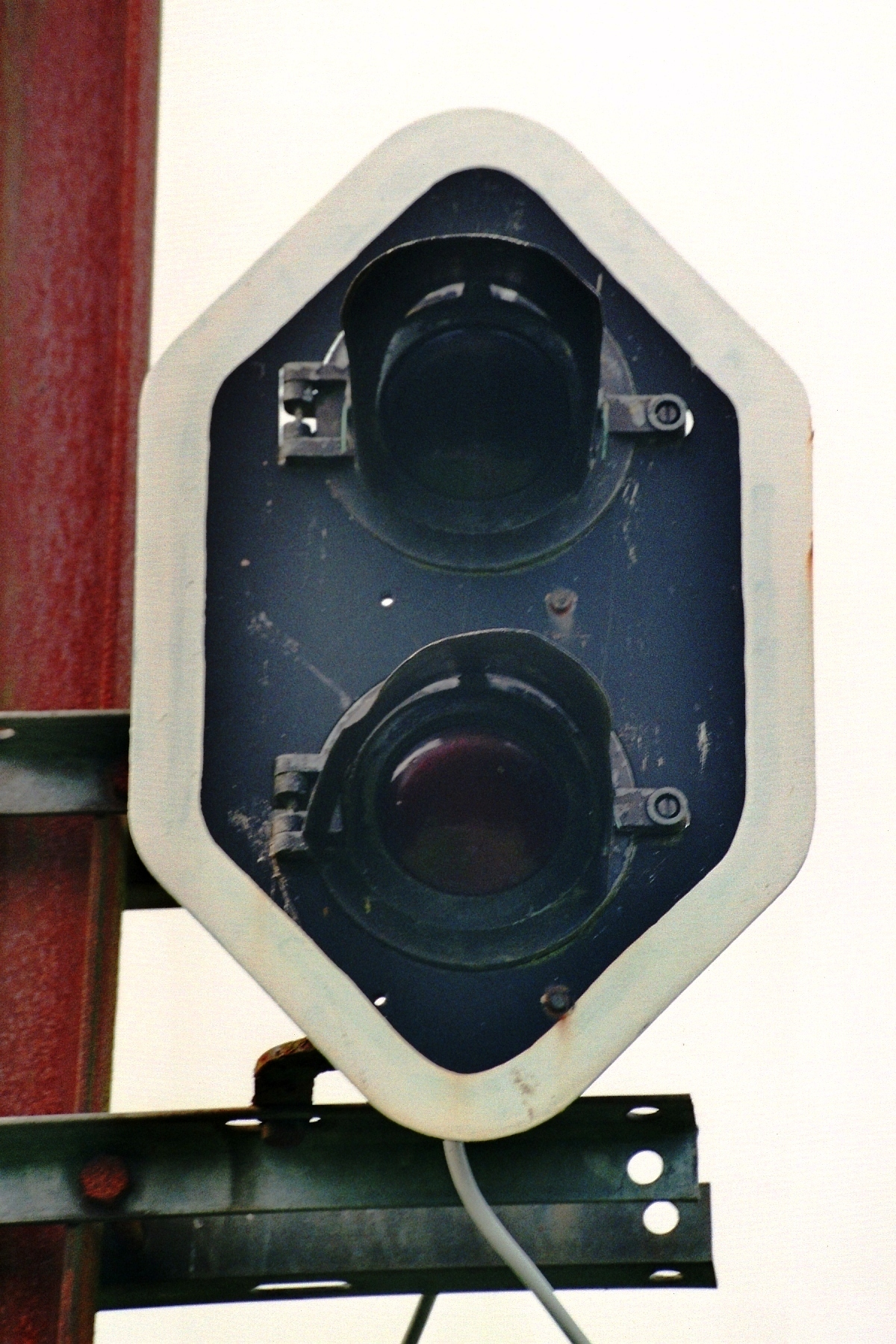
Signal lumineux à deux feux.

2. Signal d'entrée, il comporte un feu rouge et un feu vert superposés.
3. Signal de protection arrière, il ne comporte qu'un feu rouge.
4. Signal répétiteur, il comporte de chaque côté un feu rouge et un feu vert superposés, la même ampoule éclairant le feu rouge et le feu vert opposés du bas du signal ou le feu vert et le feu rouge opposés du haut du signal (ce qui explique que le feu vert est d’un côté dans le bas du signal et de l’autre côté dans le haut).
5. Contacteur de sortie
6. Signal de contrôle d’extinction, situé après le contacteur de sortie, il ne comporte qu’un feu blanc.
Les signaux d'entrée, de sortie et de protection arrière ont été doublés par sécurité lors de la modernisation du réseau de Charleroi dans les années 1980.
Les signaux, à un ou à deux feux, comportent une cible noire de forme caractéristique bordée d’une ligne blanche. Les feux sont équipés d’ampoules du type 85 V - 40 W, les huit ampoules allumées lors de l’occupation de la voie unique étant montées en série et alimentées en 600 V, tension de la caténaire. Ce système économe en câblage explique que seuls deux fils d’alimentation sont suspendus aux mats de la caténaire le long d’une voie unique.

### Principe de fonctionnement
- En l’absence de convoi sur la section à voie unique, tous les feux sont éteints.
- Lorsqu’un convoi actionne le contacteur d’entrée (1) situé à l’extrémité de la double voie ou de l’évitement, alors simultanément :
  - le feu vert du signal d’entrée (2) s’allume au début de la voie unique devant le convoi pour autoriser l’accès à la voie unique,
  - le feu rouge du signal d’entrée à l’autre extrémité de la voie unique s’allume pour empêcher l’accès à la voie unique à un convoi circulant en sens inverse,
  - le signal de protection arrière (3) situé avant le contacteur d’entrée s’allume derrière le convoi pour empêcher l’accès à la voie unique à un convoi circulant dans le même sens,
  - plusieurs signaux répétiteurs (4) répartis tout au long de la voie unique présentent un feu vert dans le sens du convoi engagé et un feu rouge dans l’autre sens,
  - un feu blanc dit de « contrôle d’extinction » (6) situé après le contacteur de sortie (5) s’allume et ne s’éteindra que lorsque le convoi actionnera le contacteur de sortie de voie unique.

Principe de fonctionnement de la signalisation pour voie unique.

- lorsque le convoi actionne le contacteur de sortie de la voie unique situé au début de la double voie ou de l’évitement, tous les feux s’éteignent.

## Utilisation
La majorité des lignes de la SNCV ont été équipées de ce système de signalisation lors de leur électrification. En 1958, 524 sections à voie unique totalisant 700 km sont équipées de cette signalisation automatique lumineuse. La dernière ligne à être exploitée au moyen du bâton pilote, la ligne 92 du groupe du Hainaut fut équipée de ce système en 1977. Par ailleurs certains autorails du réseau de Courtrai furent équipés d'un pantographe pour circuler sur les lignes équipées de la signalisation lumineuse pour voie unique. En outre, les lignes M1 et M2 du métro léger de Charleroi utilisent toujours cette signalisation sur les sections en voie unique entre la fin du réseau du métro léger à la station Pétria et le terminus d'Anderlues.

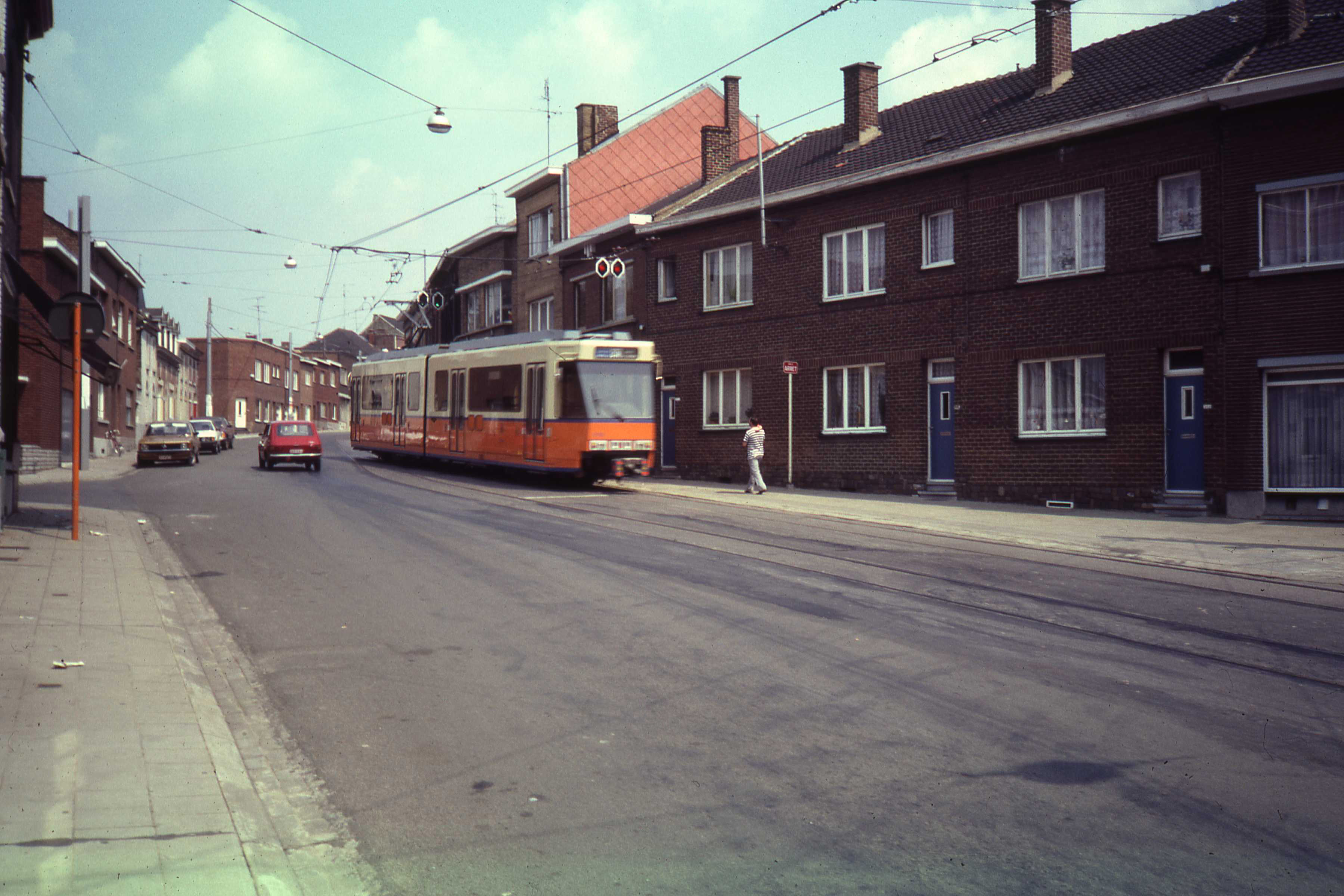
1982 Motrice BN LRV sur la ligne 90 à La Louvière entrant sur une section en voie unique, le signal d'entrée est vert autorisant la motrice à s'engager sur la voie unique, à l'arrière, le signal de protection arrière est également allumé empêchant un tramway circulant dans le même sens de s'engager sur la section à voie unique.

### Cas exceptionnel

#### Trams non électriques
Au cas où un tram non électrique peut parcourir une section à voie unique, le conducteur trouve une armoire à chaque extrémité, avec dedans un contact actionné par une clé, qui a le même effet que l'actionnement du contact sur la caténaire.

#### Avarie

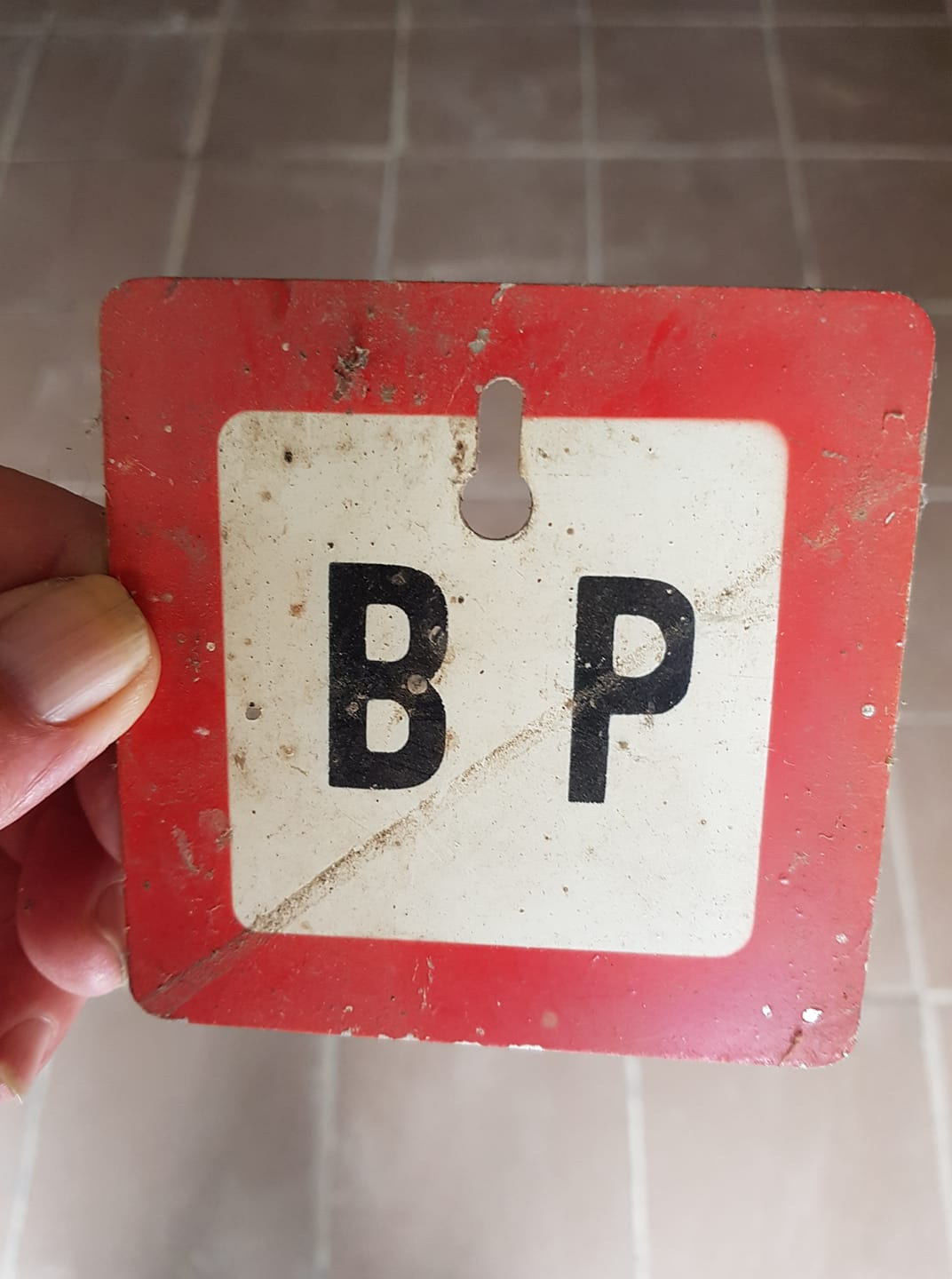
Baton Pilote SNCV, utilisée en cas de avarie de signalisation

En cas d'avarie de la signalisation, il y a des armoires à chaque extrémité de la section à voie unique. Dans une des armoires, on trouve un Bâton Pilote, et dans chacune une petite plaque "BP". Le receveur du tram met la plaque BP à l’extérieur de l'armoire (pour alerter le tram suivant, dans le cas le système est desavarié), prend le bâton pilote, ce qui lui donne le droit d'entrer sur la section à voie unique, et il dépose le bâton dans la boite à l'autre extrémité.

## Sources